# Bageshwar
Bageshwar (Hindi बागेश्वर, Kumaoni बाग्श्यार Bāgshyār) ist eine Stadt im indischen Bundesstaat Uttarakhand.
Die Stadt befindet sich im Kumaon-Himalaya auf einer Höhe von 900 m am westlichen Flussufer des Sarju an der Einmündung des Gomti. Sie ist Verwaltungssitz des gleichnamigen Distrikts. Die nationale Fernstraße NH 309A verbindet Bageshwar mit dem 30 km südsüdwestlich gelegenen Almora und dem 50 km südöstlich gelegenen Pithoragarh. Die Stadt hat den Status eines Nagar Palika Parishad. Beim Zensus 2011 betrug die Einwohnerzahl 9079.